# John Chivington
John Milton Chivington (ur. 27 stycznia 1821 w Lebanon, Ohio, zm. 4 października 1894 w Denver w stanie Kolorado) – amerykański pastor metodystyczny, pułkownik US Army, sprawca zbrodni na około 150 Szejenach i Arapaho w 1864 znanej jako masakra nad Sand Creek.

## Życiorys
Był synem Isaaca, który zmarł, gdy John Chivington miał 5 lat. W 1844 został pastorem metodystów, prowadził działalność duszpasterską w stanach Illinois, Kansas i Nebrasce. Od 1860 mieszkał w Denver w stanie Kolorado. Na początku 1862 wstąpił do armii Unii, brał udział w bitwie o Glorieta Pass. W listopadzie 1864 dowodził 700 kawalerzystami amerykańskimi, którzy dopuścili się masakry na (w większości bezbronnych) ok. 150 Indianach z plemion Szejenów i Arapaho. Sąd wojenny ukarał go za to dyscyplinarnie. W 1865 Chivington odszedł z armii. Wkrótce potem przeniósł się do Nebraski, później na krótko do Kalifornii, następnie w Ohio został redaktorem lokalnej gazety. Po powrocie do Denver został zastępcą szeryfa. Zmarł na raka w 1894. Nie poniósł kary za masakrę nad Sand Creek. Do końca życia nie okazał skruchy twierdząc, że masakra nad Sand Creek była udaną operacją wojskową i że była słuszna.